# لوله‌ماهی نواری
لوله‌ماهی نواری (نام علمی: Syngnathus auliscus) نام یک گونه از زیرخانواده لوله‌ماهی است.